# Lac Courtois (sjö i Kanada, Nord-du-Québec)
Lac Courtois är en sjö i Kanada.   Den ligger i regionen Nord-du-Québec och provinsen Québec, i den östra delen av landet, 500 km norr om huvudstaden Ottawa. Lac Courtois ligger 404 meter över havet. Arean är 0,27 kvadratkilometer. Den sträcker sig 0,6 kilometer i nord-sydlig riktning, och 0,9 kilometer i öst-västlig riktning.
I omgivningarna runt Lac Courtois växer i huvudsak blandskog. Trakten runt Lac Courtois är nära nog obefolkad, med mindre än två invånare per kvadratkilometer.